# Kōsuke Matsūra
Kōsuke Matsuura (松浦 孝亮, Matsu'ura Kōsuke), né le 4 septembre 1979 dans la préfecture d'Aichi au Japon, est un pilote automobile japonais. Il dispute en 2008 le championnat de Formula Nippon et, depuis 2009, le championnat Super GT.

## Biographie

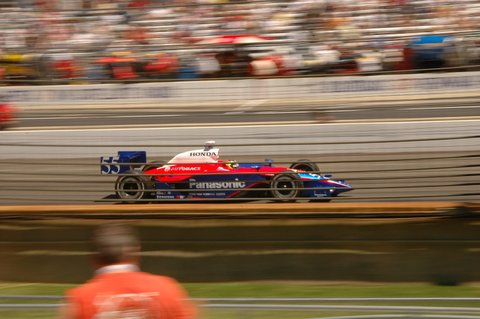
Kosuke Matsuura lors de l'Indy 500 2005.

Protégé de longue date de la firme Honda et de l'ancien pilote de Formule 1 Aguri Suzuki, Kosuke Matsuura s'est révélé dans le championnat d'Allemagne de Formule 3 qu'il a terminé à la deuxième place en 2002 derrière Gary Paffett. Après une belle saison 2003 dans le championnat de Formule Renault V6 au sein de l'équipe française Signature, Kosuke Matsuura est parti aux États-Unis pour y disputer le championnat IndyCar Series. Intégré à l'écurie Super Aguri Fernandez (copropriété de Aguri Suzuki et du pilote mexicain Adrián Fernández), Kosuke Matsuura a terminé meilleur débutant du championnat 2004, et a également été élu cette même année meilleur débutant des 500 Miles d'Indianapolis. Mais ces débuts prometteurs ne seront pas suivis de progrès flagrants les saisons suivantes.
Un temps pressenti pour rejoindre la nouvelle écurie de F1 montée par Aguri Suzuki (Super Aguri F1), Kosuke Matsuura reste finalement en IndyCar en 2006. En 2007, à la suite de la séparation entre Adrián Fernández et Aguri Suzuki, il rejoint le Panther Racing, avec lequel s'est associé son mentor. Ses performances ne décollant toujours pas, il n'est pas en mesure de conserver un volant en IndyCar pour la saison 2008 et retourne au Japon pour y disputer le championnat de Formula Nippon.

## Carrière

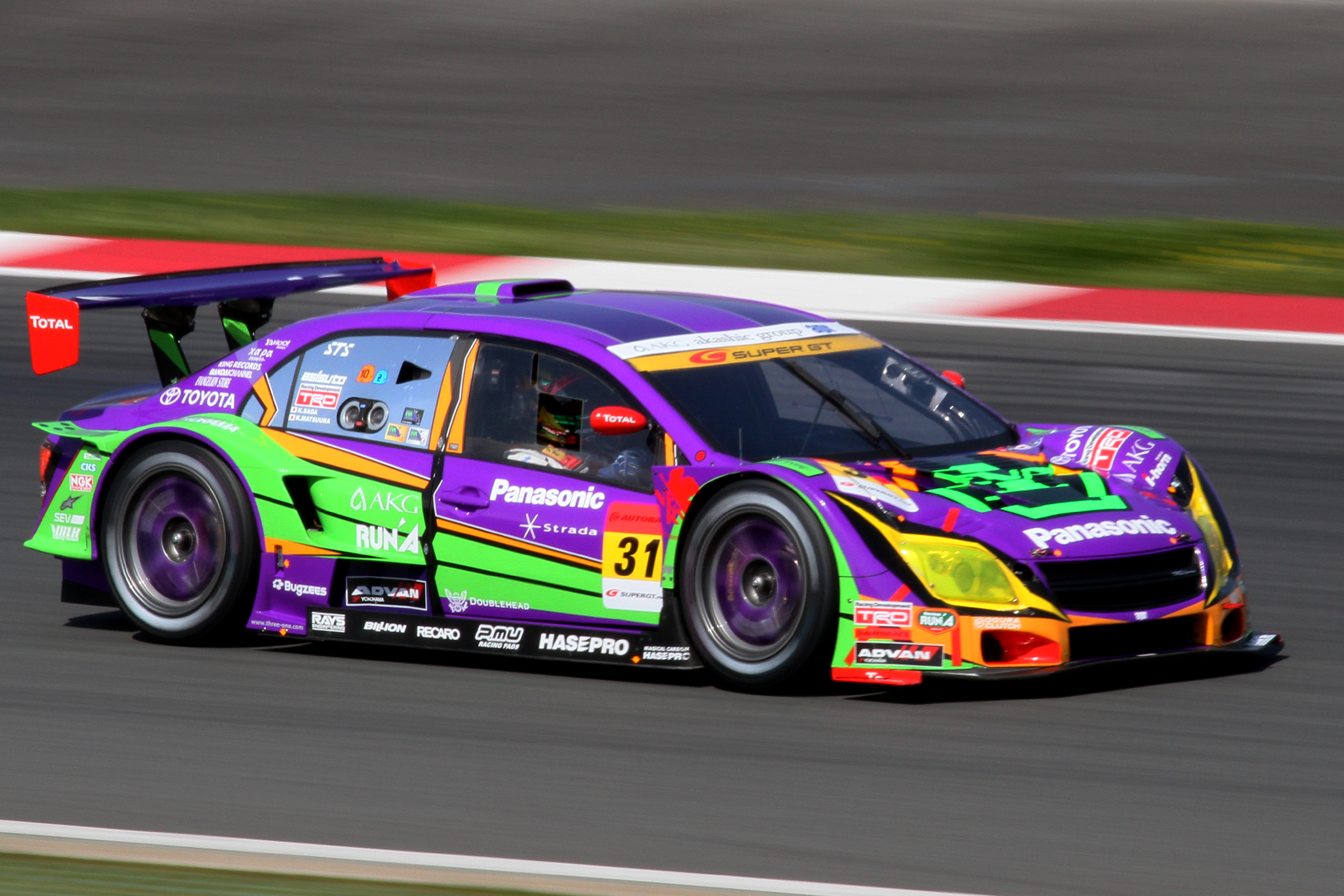
Kosuke Matsuura lors des qualifications des 400 km de Fuji en 2010

- 2001: Formule 3 allemande - (8e du championnat)
- 2002: Formule 3 allemande - (2e du championnat)
- 2003: Formule Renault V6 avec Signature - (3e du championnat avec 3 victoires)
- 2004: IndyCar avec Super Aguri Fernandez Racing - (14e du championnat)
- 2005: IndyCar avec Super Aguri Fernandez Racing - (14e du championnat)
- 2006: IndyCar avec Super Aguri Fernandez Racing - (13e du championnat)
- 2007: IndyCar avec Super Aguri Panther Racing - (16e du championnat)
- 2008: Formula Nippon
- 2008: Super GT

### Résultats en Super GT
| Saison | Écurie                     | Voiture             | Courses disputées | Points inscrits | Classement |
| ------ | -------------------------- | ------------------- | ----------------- | --------------- | ---------- |
| 2008   | Team Kunimitsu             | Honda NSX           | 1                 | 19              | 18e        |
| 2009   | Team Kunimitsu             | Honda NSX           | 2                 | 5               | 17e        |
| 2010   | apr                        | Toyota Corolla Axio | 7                 | 22              | 10e        |
| 2011   | Autobacs Racing Team Aguri | ASL Garaiya         | 8                 | 26              | 12e        |
| 2012   | Autobacs Racing Team Aguri | ASL Garaiya         | 8                 | 33              | 9e         |

## Palmarès
- Élu meilleur débutant de l'année (Rookie of the Year) des 500 Miles d'Indianapolis 2004